# Robert Collett
Robert Collett (2 de diciembre de 1842, Oslo - 27 de enero de 1913, Oslo) fue un zoólogo noruego.
Estudió los vertebrados, principalmente peces. Fue conservador (1864) y posteriormente director (1882) del Museo de Historia Natural de la Universidad de Oslo.

## Publicaciones
- 1895 : On a new agonoid fish (Agonus gilberti) from Kamtschatka. Proc. Zool. Soc. Lond., 1894 (pt. 4) : 670-675, pl. 45.